# Regina Carrol
Regina Carrol (2 de mayo de 1943 - 4 de noviembre de 1992) fue una actriz y cantante estadounidense. 
Su verdadero nombre era Regina Carol Gelfan, y nació en Boston, Massachusetts. Principalmente recordada por sus papeles en películas dirigidas por su marido, Al Adamson, falleció en 1992 en St. George, Utah, a causa de un cáncer. Sus restos fueron incinerados.

## Filmografía
- The Beat Generation (1959)
- From the Terrace (1960)
- Two Rode Together (1961)
- Viva Las Vegas (1964)
- The Glass Bottom Boat (1966)
- The Female Bunch (1969)
- Satan's Sadists (1969)
- Drácula vs. Frankenstein (1971)
- Brain of Blood (1972)
- Blood of Ghastly Horror (1972)
- Angels' Wild Women (1972)
- Girls for Rent (1974)
- Jessi's Girls (1975)
- Blazing Stewardesses (1975)
- Black Heat (1976)
- Black Samurai (1977)
- Doctor Dracula (1978)
- Carnival Magic (1981)